# Distrikt San Buenaventura (Marañón)
Der Distrikt San Buenaventura liegt in der Provinz Marañón in der Region Huánuco in Zentral-Peru. Der Distrikt wurde am 31. Oktober 1955 gegründet. Er hat eine Fläche von 92,6 km². Beim Zensus 2017 wurden 2205 Einwohner gezählt. Im Jahr 1993 lag die Einwohnerzahl bei 2346, im Jahr 2007 bei 2499. Sitz der Distriktverwaltung ist die etwa 3200 m hoch gelegene Ortschaft San Buenaventura mit 432 Einwohnern (Stand 2017). San Buenaventura befindet sich 18,5 km südsüdwestlich der Provinzhauptstadt Huacrachuco.

## Geographische Lage
Der Distrikt San Buenaventura liegt am Ostufer des Río Marañón an der Westflanke der peruanischen Zentralkordillere im Südwesten der Provinz Marañón.
Der Distrikt San Buenaventura grenzt im Westen an den Distrikt Fidel Olivas Escudero (Provinz Mariscal Luzuriaga), im Norden an den Distrikt Huacrachuco, im Osten an den Distrikt Cholón sowie im Süden an den Distrikt Canchabamba (Provinz Huacaybamba).

## Ortschaften
Im Distrikt gibt es neben dem Hauptort folgende größere Ortschaften:
- Pintado
- Villamar (332 Einwohner)